# Риве (Верчели)
Риве (итал. Rive) је насеље у Италији у округу Верчели, региону Пијемонт.
Према процени из 2011. у насељу је живело 467 становника. Насеље се налази на надморској висини од 127 м.

## Становништво
Према резултатима пописа становништва 2011. у општини је живело 469 становника.
| 1931. | 1936. | 1951. | 1961. | 1971. | 1981. | 1991. | 2001. | 2011. |
| ----- | ----- | ----- | ----- | ----- | ----- | ----- | ----- | ----- |
| 1.186 | 1.124 | 969   | 786   | 626   | 457   | 385   | 417   | 469   |